# Pendolo (alpinismo)

Schema della fase centrale della manovra

Il pendolo è una tecnica di progressione propria dell'arrampicata artificiale utilizzata in ambito alpinistico. Fa parte delle manovre nelle quali la corda è utilizzata come mezzo di progressione e non solo come dispositivo di sicurezza in caso di caduta. Può essere utilizzata per compiere traversate in alternativa alla tecnica della trazione laterale.

## La manovra
Il capocordata pone un ancoraggio più in alto possibile dopodiché vi si appende e il secondo lo cala quel tanto che gli basta per effettuare la manovra. A questo punto comincia ad oscillare fino a raggiungere il punto desiderato. Qui riprende la progressione in arrampicata artificiale o libera fino ad un punto di sosta.
Il secondo di cordata raggiunge l'ancoraggio dal quale era stato effettuato il pendolo e compie anche lui la traversata sfruttando una manovra di corda o effettuando anch'egli un pendolo.
L'esecuzione di questa tecnica è considerata di difficoltà A0 secondo la scala europea di valutazione delle difficoltà in arrampicata artificiale.

## Storia
La manovra è stata usata di frequente fino agli anni 50-60, poi è caduta progressivamente in disuso in seguito al miglioramento delle tecniche e dei materiali che hanno permesso di affrontare difficoltà sempre più elevate in arrampicata libera. Esempi dell'uso di questa tecnica sono il pendolo effettuato da Andreas Hinterstoisser per aprire la Traversata Hinterstoisser sulla parete nord dell'Eiger e la serie di pendoli effettuata da Walter Bonatti durante la sua salita all'Aiguilles du Dru.